# Hünikon
Hünikon är en ort i kommunen Neftenbach i kantonen Zürich i Schweiz. Den ligger cirka 7,5 kilometer nordväst om Winterthur. Orten har 250 invånare (2022).